# John Milbank
Alasdair John Milbank (* 23. října 1952 Kings Langley) je britský anglikánský teolog, emeritní profesor Nottinghamské univerzity. 
Vystudoval historii na Queen's College Oxfordské univerzity a teologii na Westcott House v Cambridgi, kde byl jeho učitelem Rowan Williams. Tématem Milbankovy dizertační práce byl Giambattista Vico. Přednášel na Lancaster University a University of Virginia, v roce 1998 získal titul Doctor of Divinity.
Spolu s Catherine Pickstockovou je zakladatelem teologického hnutí nazývaného radikální ortodoxie. Jeho nejúspěšnějším dílem je Theology and Social Theory (1990), kde označil tradiční společenské vědy za produkt sekularismu, který je s teologickým myšlením nutně v rozporu. Milbank se shoduje s postmodernisty v kritice omezeného racionalismu, na rozdíl od nich však vidí východisko v křesťanské hodnotě míru. Na jeho závěry navázal americký religionista David Bentley Hart v knize The Beauty of the Infinite. 
Milbankovy práce spojují zájem o ontologii, politologii, etiku a estetiku. Zabývá se metafyzikou a theurgií, navazuje na novoplatonismus a svatého Augustina. Podporuje komunitarismus a návrat k tradičním hodnotám, v čemž vychází z Johna Ruskina. Ve své kritice kapitalismu a modernity se shoduje s marxistou Slavojem Žižekem, s nímž spolupracoval na knize The Monstrosity of Christ: Paradox or Dialectic?
John Milbank se hlásí k anglokatolictví. Odmítá stejnopohlavní manželství s poukazem na odlišnou povahu homosexuálních a heterosexuálních vztahů. Návrh na legalizaci asistované sebevraždy označil za „zdvořilý holocaust“. Je předsedou správní rady nezávislého postliberálního think tanku ResPublica a prezidentem Centra pro teologii a filozofii v Nottinghamu. 
Jeho manželkou je teoložka Alison Milbanková, s níž má syna Sebastiana.